# Nathin Butler
Nathin Butler es un actor australiano, más conocido por haber interpretado a Ewen Keenan en la serie General Hospital y a Luke McKenzie en la serie Winners & Losers.

## Biografía
Nathin tiene tres hermanos Colin Butler, Kalesti Butler y una hermana menor Chloe Butler.
A los 17 años fue aceptado en la prestigiosa escuela National Institute of Dramatic Art "NIDA", de donde se graduó en el 2005.
En septiembre del 2013 Nathin se casó con Irina Valerie, la pareja anunció que estaban esperando a su primer bebé juntos y en el 2014 le dieron la bienvenida a su hijo, Jetson Kerry Butler.

## Carrera
Es compositor y cantante principal de la banda "The Sugar".
En el 2007 dio vida a Shane Maguire en la miniserie Rain Shadow.
En el 2009 obtuvo un pequeño papel en la película X-Men Origins: Wolverine donde interpretó a un enfermero.
En el 2010 apareció como invitado en la miniserie The Pacific donde dio vida a un joven soldado.
El 21 de octubre de 2011 se unió al elenco de la serie norteamericana General Hospital donde interpretó al doctor Ewen Keenan, hasta el 5 de septiembre de 2012, después de que su personaje fuera asesinado por Jason Morgan quien intentaba defender a la enfermera Elizabeth Webber, luego de que Ewen la secuestrara.
En el 2014 se unió al elenco de la principal de la cuarta temporada de la serie australiana Winners & Losers donde interpretó al oficial de la policía Luke McKenzie, el hermano mayor de la enfermera Samantha "Sam" McKenzie (Katherine Hicks) y de Alex McKenzie (Scott Smart) hasta el final de la serie el 12 de septiembre de 2016.

## Filmografía

### Series de televisión
| Año         | Serie                       | Personaje         | Notas                                  |
| ----------- | --------------------------- | ----------------- | -------------------------------------- |
| 2014 - 2016 | Winners & Losers            | Luke McKenzie     | 40 episodios                           |
| 2011 - 2012 | General Hospital            | Dr. Ewen Keenan   | 73 episodios                           |
| 2012        | Hard: Life of a Bondservant | Hombre Misterioso | episodio "Know God"                    |
| 2010        | The Pacific                 | Joven Soldado     | episodio "Peleliu Landing" - miniserie |
| 2009        | The Cut                     | Toddy Barton      | 2 episodios                            |
| 2007        | Rain Shadow                 | Shane Maguire     | 6 episodios - miniserie                |

### Películas
| Año  | Título                   | Personaje    | Notas |
| ---- | ------------------------ | ------------ | --- |
| 2012 | Black November           | Jack         | junto a Kim Basinger, Ivar Brogger, Jenifer Brougham, Razaaq Adoti, Akon y Mbong Amata                    |
| 2011 | The Forgotten Men        | Rider        | corto - junto a Jack Thompson, Kerry Armstrong, Gyton Grantley, Lincoln Lewis y Leon Burchill             |
| 2011 | Black Gold               | Jack Rowland | junto a Mbong Amata, Mickey Rourke, Tom Sizemore, Vivica A. Fox, Hakeem Kae-Kazim y Sarah Wayne Callies   |
| 2009 | X-Men Origins: Wolverine | Enfermero    | junto a Hugh Jackman, Liev Schreiber, Danny Huston, Will.i.am, Lynn Collins, Kevin Durand y Taylor Kitsch |
| 2008 | Australia                | Joven        | junto a Nicole Kidman, Hugh Jackman, David Wenham, Bryan Brown, Jack Thompson y Essie Davis               |
| 2008 | The Black Balloon        | Chris        | junto a Rhys Wakefield, Luke Ford, Toni Collette, Erik Thomson, Gemma Ward y Firass Dirani                |

### Productor, cinematografía y cámara
| Año  | Título            | Notas                                                    |
| ---- | ----------------- | -------------------------------------------------------- |
| 2014 | Broken Spirits    | cinematografía                                           |
| 2013 | Douglass U        | mezclador de sonido                                      |
| 2013 | Things Never Said | operador de cámara                                       |
| 2012 | Black November    | asistente de cámara                                      |
| 2011 | Deserted          | corto - asistente de cámara                              |
| 2011 | Long Black Lashes | corto - co-director de fotografía & fotografía adicional |
| 2011 | The Forgotten Men | corto - operador de cámara                               |
| 2011 | Black Gold        | operador de cámara                                       |
| 2010 | Inale             | productor asociado & operador de cámara                  |